# Paul Gamboa
Pául Gamboa Trujillo es un micólogo, escritor, investigador y docente ecuatoriano.
Es licenciado en Ciencias Biológicas por la Universidad Central del Ecuador en 2002, tiene estudios de posgrado en la Universidad Federal de Pernambuco, maestría y doctorado en Biología de Hongos. Actualmente es profesor e investigador en la Universidad Central del Ecuador, además de director del Laboratorio de Micología Aplicada de la Universidad Central del Ecuador. Además, de miembro de la Asociación Latinoamericana de Micología y de la Asociación Latinoamericana de Etnología. investigador asociado del Instituto Nacional de Biodiversidad (INABIO) dedicado a la taxonomía clásica y molecular de especies fúngicas, junto con  la etnomicología.
Ha participado y colaborado en la identificación de algunas especies de hongos, como Amanita chocoana y "Ganoderma ecuadoriense" 

## Algunas publicaciones
Nota: Esta es una lista de algunos trabajos del investigador; para revisar el listado completo revise el perfil del investigador en Google Scholar.
- Gamboa-Trujillo, Paúl; Wartchow, Felipe; Cerón-Martínez, Carlos; Andi, Domingo; Uwinjin, Pedro; Grefa, Gladys; Entza, Maria; Chimbo, Eulalia et al. (12 de diciembre de 2019). «Edible Mushrooms of Ecuador: consumption, myths and implications for conservation». Ethnobotany Research and Applications (en inglés) 18: 1-15. ISSN 1547-3465. Consultado el 23 de abril de 2022.

- Macrohongos. Notas etnomicológicas y técnicas de colecta de campo. Quito, Ecuador: LNS. 2019.